# Conseil fédéral (Autriche)
Pour les articles homonymes, voir Bundesrat.
Pour les autres articles nationaux ou selon les autres juridictions, voir Conseil fédéral.
Bâtiment du Parlement autrichien
Le Conseil fédéral (en allemand : Bundesrat) est la chambre haute du pouvoir législatif autrichien représentant les landtag des neuf Länder autrichiens au niveau fédéral.
Le Parlement comprend également la chambre basse, le Conseil national. Selon la Constitution fédérale de l'Autriche, les deux chambres autonomes constituent, ensemble, le pouvoir législatif national. Dans certains cas particuliers, ils se réunissent en session commune formant un troisième corps parlementaire, l'Assemblée fédérale.

## Rôle

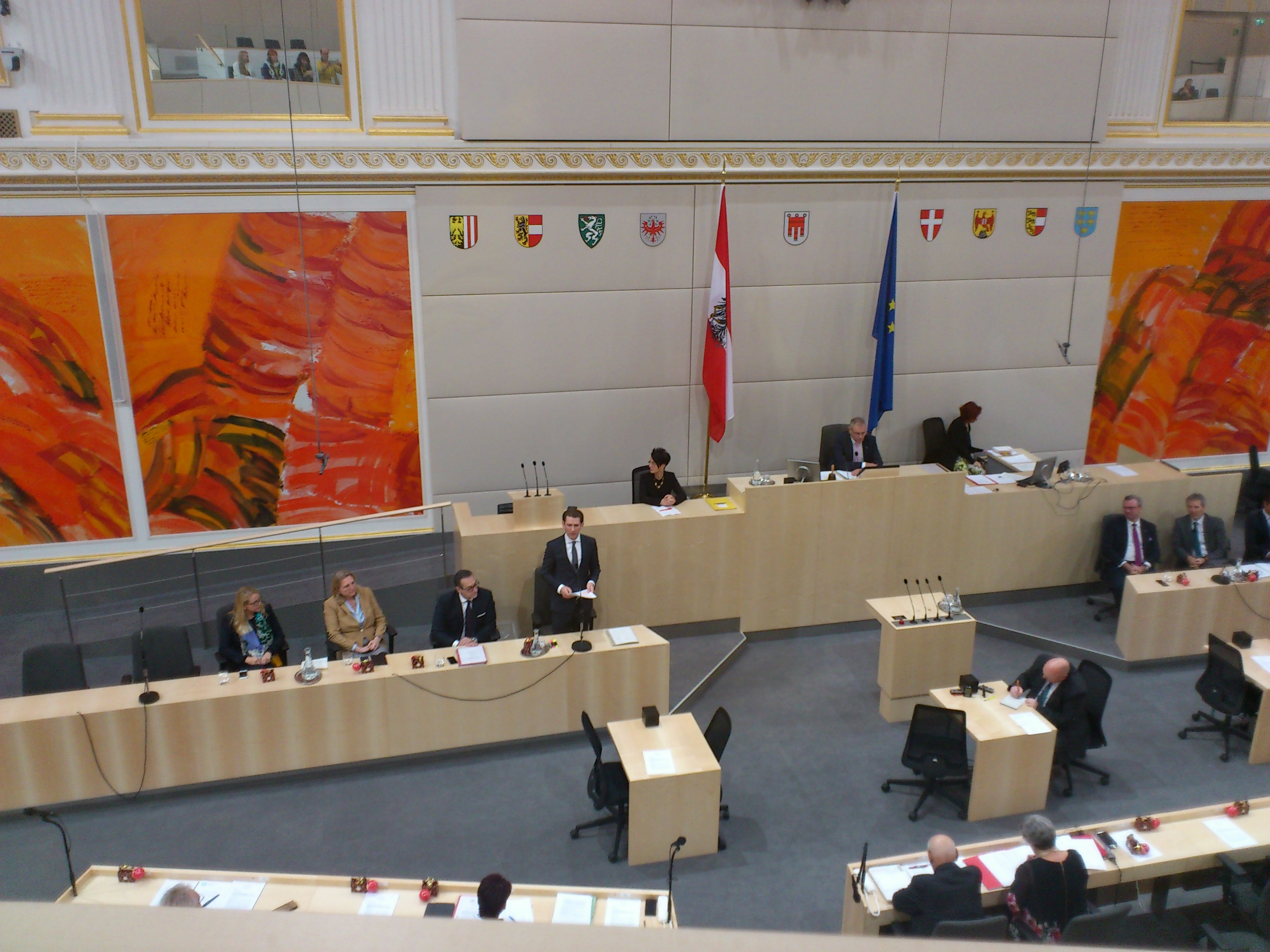
Sebastian Kurz, chancelier fédéral s'adresse au Conseil fédéral, 22 décembre 2017.

Les pouvoirs du Conseil fédéral sont moindres que ceux du Conseil national. Il ne révise que la législation passée par la chambre basse et peut la retarder, mais un véto peut être abrogé par décision du Conseil national. Dans certains cas seulement, le consentement du Conseil fédéral est requis, dont aux lois constitutionnelles concernant les compétences des Länder ou les droits du Conseil fédéral lui-même, et aux traités internationaux portant atteinte aux responsabilités des Länder. Lors d'une révision constitutionnelle, un tiers des membres peut demander un référendum.
Conformément à la résolution du président fédéral du 27 juin 2023, d'après un recensement, le Conseil fédéral compte actuellement 60 membres. Dotés d'un mandat représentatif, ils sont élus du mode de scrutin proportionnel par les parlements des Länder (Landtags) pour des durées de quatre à six ans. La composition du Conseil change après chaque élection du Landtag d'un des États.

## Composition
| Land           | ÖVP | SPÖ | FPÖ | Grünen (non-inscrits) | Total |
| -------------- | --- | --- | --- | --------------------- | ----- |
| Burgenland     |     | 2   | 1   |                       | 3     |
| Carinthie      | 1   | 2   | 1   |                       | 4     |
| Basse-Autriche | 5   | 3   | 3   | 1                     | 12    |
| Haute-Autriche | 5   | 2   | 2   | 1                     | 10    |
| Salzbourg      | 2   | 1   | 1   |                       | 4     |
| Styrie         | 3   | 2   | 4   |                       | 9     |
| Tyrol          | 3   | 1   | 1   |                       | 5     |
| Vienne         | 2   | 5   |     | 3                     | 10    |
| Vorarlberg     | 2   |     | 1   |                       | 3     |
| Total          | 23  | 18  | 14  | 5                     | 60    |

## Présidence
La présidence du Conseil fédéral est exercée semestriellement, par un représentant du plus grand groupe parlementaire de chaque Land ; le changement de présidence se fait par ordre alphabétique.